# Mónica Green
Mónica Green es una cantante estadounidense radicada en Cataluña, España.

## Reseña biográfica
Nació en Rochester (Nueva York) en el seno de una familia con una gran tradición musical. Su abuelo, graduado en Julliard School of Music, fue un excelente bajista, batería y pianista, su abuela cantante de jazz formó parte del grupo  "The Cabineers" y "Magic Price", su madre también dedicada a la música era pianista y compositora.
Inspirada en su familia, Mónica se interesó por la música desde pequeña y se inició profesionalmente como cantante en el grupo "Chocolate City Band". Su potente voz y su presencia en los escenarios la llevaron a Atlanta (Georgia) donde trabajo con Johnny Taylor, Eddie Kendrick (cantante de los Temptations), Jason Bryant de SOS Band, entre otros artistas.
Desde sus inicios, Mónica Green ha estado presente en numerosos escenarios y medios de comunicación internacionales. De gira por España, formó parte del espectáculo "El Show de las Supremes" , donde conoció Barcelona, lugar del que se enamoró y en el que reside. Aquí encontró una atracción especial por nuestro país y lo escogió para comenzar en solitario. Su primer LP como solista vio la luz en Europa en 1991 bajo el nombre de Soul Shoes.
Su gran éxito la convirtió en una referencia musical para el mercado español. Tres años más tarde grabó su segundo álbum Sayonara con el cual ganó el premio de la Cadena Ser a la artista revelación del año.
En 1996 coprotagonizó con Àngels Gonyalons, el musical "Blues en la Nit" dirigido por Ricard Reguant y en 1997 coprotagonizó el musical "Cues de Pansa" con Gemma Recoder y Frank Mercader, dirigidos por Pep Munné, con el que ganó el "Premi Butaca".
En el 2002 ganó el premio A.R.C. por votación popular a la mejor actuación en directo.
En el 2004 vuelve a sorprendernos en la obra musical (comedia) de teatro SOTINHO dirigida por Andreu Buenafuente y que coprotagoniza con Edu Soto y Jofra Borrás, en ese mismo año graba e interpreta el himno del fútbol club Barcelona en el Camp Nou (último partido de la liga) acompañada por los coros de 180 miembros de grupos Gospel Barcelona.
Desde entonces ha aparecido en infinidad de programas de televisión y radio, ha actuado en diversos escenarios europeos y ha colaborado en grabaciones, en conciertos y programas benéficos junto a otros artistas. 
En 2013 fue invitada por el compositor chileno Daniel Puente Encina para dar un toque "Motown" a nuevas versiones de "Lío" y "Mike Tyson", canciones que forman parte de su álbum Disparo (2012).
Además fue la cantante solista de la banda del programa de Antena 3 de Andreu Buenafuente, durante dos temporadas.
Actúa desde hace años en la más emblemática sala de Barcelona, Luz de Gas, el último viernes de mes.
Mónica Green presentó su proyecto de gran formato más ambicioso hasta el momento "Project Soul", rindiendo tributo a los éxitos más importantes de la música Soul, Funky, sonido Motown y Rithm and blues.

## Distinciones
- En 1994 gana el premio Cadena Ser a la mejor artista revelación del año.
- En 1997 gana el premio Butaca por su actuación en "Cues de Pansa"
- En 2002 gana el premio A.R.C. a la mejor actuación en directo.

## Discografía
- Soul Shoes (1988)
- Soul Shoes II (1989)
- Sayonara (1992)
- Colors (1999)
- Natural Thing (2010)
- Mónica Green & Project Soul (2017)